# Pseudopeltis
Pseudopeltis is een geslacht van schimmels uit de orde Helotiales. De typesoort is Pseudopeltis filicum. De familie is nog niet eenduidig bepaald (incertae sedis).

## Soorten
Volgens Index Fungorum telt het geslacht twee soorten (peildatum februari 2022): 
| Soortnaam              | Auteur(s)         | Publicatiejaar |
| ---------------------- | ----------------- | -------------- |
| Pseudopeltis filicum   | L. Holm & K. Holm | 1978           |
| Pseudopeltis perminuta | L. Holm & K. Holm | 1981           |